# Hacienda del Mar
Hacienda del Mar är en ort i Mexiko.   Den ligger i kommunen Tijuana och delstaten Baja California, i den nordvästra delen av landet, 2 300 km nordväst om huvudstaden Mexico City. Hacienda del Mar ligger 65 meter över havet och antalet invånare är 584.
Terrängen runt Hacienda del Mar är varierad. Havet är nära Hacienda del Mar åt sydväst. Runt Hacienda del Mar är det tätbefolkat, med 913 invånare per kvadratkilometer. Närmaste större samhälle är Tijuana, 11,8 km nordost om Hacienda del Mar.